# Parafia Matki Bożej Częstochowskiej w Wałbrzychu
Parafia Matki Bożej Częstochowskiej – rzymskokatolicka parafia w dzielnicy Konradów w Wałbrzychu.

## Historia parafii
Początkowo w Konradowie w prywatnym pomieszczeniu prowadzono katechizację dzieci. 13 marca 1973 roku Jan i Emilia Palma zakupili od państwa działkę z dawnym budynkiem świetlicy, którą w 1976 roku Emilia Palma sprzedała dla potrzeb parafii. 12 kwietnia 1977 roku wierni otrzymali pozwolenie na zmianę funkcji budynku na punkt katechetyczny. Następnie przeprowadzono remont budynku i rozpoczęto odprawiać msze święte.
Parafia została erygowana 24 czerwca 2010 roku na mocy dekretu biskupa Ignacego Deca z wydzielonego terytorium parafii św. Jerzego i Matki Bożej Różańcowej na Białym Kamieniu. 1 września 2013 roku kardynał Henryk Gulbinowicz wraz z ordynariuszem diecezji świdnickiej bpem Ignacym Decem poświęcili plac pod budowę nowego kościoła parafialnego. Jest to plac nazywany Górą św. Antoniego (Antonsberg). Pierwotnie powstała tam kaplica, w późniejszych latach była to także kaplica cmentarna, która obecnie służy ona jako kaplica pogrzebowa cmentarza miejskiego Szczawna-Zdroju.
17 października 2014 roku parafię odwiedził sekretarz papieży Jana Pawła II i Benedykta XVI, arcybiskup Mieczysław Mokrzycki, który przekazał parafii relikwie św. Jana Pawła II.
Na znajdującym się w dzielnicy Wzgórzu Świętego Antoniego 22 lipca 2015 roku rozpoczęto budowę ośrodka duszpasterskiego dla dzielnicy Konradów oraz części Białego Kamienia w Wałbrzychu, a także ulic: Prusa, Popiełuszki, Baczyńskiego, Okólna – okalających cmentarz w Szczawnie Zdroju.
Nowy etap wznoszenia świątyni stanowi budowa całego kompleksu, tj.ośrodka duszpasterskiego wraz z plebanią i kościołem.
7 grudnia 2015 zakończono I etap budowy kościoła.
Od wczesnej wiosny 2016 rozpoczęto II etap budowy: posadzki, schody z piwnic do parteru, korytarze, filary nośne, oraz budowę plebanii, przygotowanie murów do zadaszenia.
W 2017 roku bp Ignacy Dec wprowadził do parafii relikwie błogosławionego księdza Jerzego Popiełuszki oraz poświęcił jego pomnik, który stanie po zakończeniu prac budowlanych na zewnątrz sanktuarium.
Parafia wyrasta na znaczący ośrodek nowej ewangelizacji diecezji świdnickiej. W 2013 gościła ks. dr. Johna Bashoborę, w 2017 roku ks. Michała Olszewskiego, w 2018 roku ks. Dominika Chmielewskiego. W parafii głosił rekolekcje ks. dr John Bashobora 11 i 12 czerwca 2018. Wielkopostne rekolekcje parafialne 2019 wygłosił o. Adam Szustak. 11 czerwca 2018 roku ks. dr John Bashobora wprowadził relikwie św. Antoniego na Wzgórze św. Antoniego Padewskiego (d. nazwa Antonsberg).
19 marca 2019 rozpoczęto III etap budowy: wznoszenie ścian prezbiteryjnej oraz frontowej. 26 sierpnia 2019 w uroczystość odpustową rozpoczął się montaż konstrukcji dachu świątyni.  